# Prince Buster
Cecil Bustamente Campbell (Kingston, Jamaica, 24 de maio de 1938 - 8 de setembro de 2016), mais conhecido como Prince Buster e também pelo seu nome muçulmano Yusef Muhammed Ali, foi um músico de Kingston, Jamaica, e é considerado como uma das figuras mais importantes na história do ska e do Rocksteady. Seus trabalhos realizados na década de 1960 inspiraram muitos artistas de reggae e ska.

## Biografia
Campbell nasceu em uma família em Kingston, filho de um piloto de helicóptero. Ele cresceu em um dos bairros mais difíceis da cidade. Em 1956, começou a cantar em pequenas discotecas de Kingston. Formou uma sucessão de bandas com vários de seus amigos, nenhuma das quais foi realmente bem sucedida. Em certa ocasião, Campbell foi contratado por Clement Dodd, um empresário que operava uma casa de som em Kingston. Curiosamente, Campbell não foi contratado como músico, mas como segurança, devido a rivalidades entre os fãs dedicados a determinados sistemas de som. As festas às vezes se tornavam violentas, e Campbell era um hábil pugilista amador na adolescência. Foi nesse trabalho que ele ganhou o apelido de "O Príncipe". Juntamente com seu apelido de infância, "Buster", formou o nome sob o qual ele viria a se tornar famoso.
Ele aderiu ao Islão após uma reunião com Muhammad Ali, durante uma turnê pela Inglaterra em 1964.

## Carreira
Em 1960, Buster produziu uma gravação para os Irmãos Folkes (Folkes Brothers), para o Wild Bells Label, “Oh Carolina”, sob a sua alcunha. Este registro na Jamaica foi o primeiro a envolver um elemento de música africana - o tambor no registro foi concedido pelo Count Ossie, o estilo Niyabinghi, Camp David nas colinas de Kingston. Foi um bastante influente na Jamaica, e os primeiros selos, que foram enviados ao Reino Unido pela Blue Beat Records contribuiu grandemente para o desenvolvimento do ska. Buster efetuou diversas gravações próprias, bem como produzindo registros para os outros.
"De 1963 até o final da mesma década, Buster escreveu e produziu centenas de músicas de Blue Beat. Logo após seu sucesso inicial, Buster foi chamando a atenção internacional. Ele excursionou extensivamente pelo Reino unido durante este período, a tocar para multidões, e apareceu na televisão, no comercial da Rediffusion London’s sex, em 1964. Ele nunca visitou os Países Baixos, mas muitos outros países europeus. Embora nenhum de seus singles foram registrados como relevante nos Estados Unidos, que participava de uma bem sucedida turnê americana em 1967 para apoiar o pouco conhecido RCA Victor LP “Os Dez Mandamentos (de homem para mulher)”.
Hoje, o álbum (catálogo LSP-3792) é um altamente procurado, uma raridade entre os colecionadores de ska e reggae. Além de ser um pioneiro músico, Buster, como Clement Dodd, foi também muito interessado no negócio. Começou a gravar uma loja em Kingston, no início dos anos 1960 que ainda é propriedade e operada pela sua família hoje. Mais tarde ele fundou uma empresa jukebox. Ele também começou a Prince Buster Records rótulo, num primeiro momento como uma tentativa de manter o rótulo Melodisc viável, mas hoje é usada para refazer sua música.
Prince Buster teve dois hit singles no Reino Unido. “Al Capone” (#18, 1967) e com uma versão atualizada de “Wailling Grine”, que foi utilizada em um anúncio de televisão (#21, 1998).

## Últimos anos
Prince Buster viveu em Miami, Flórida. Ele tinha realizado alguns shows ao longo dos últimos anos, incluindo o Ska Festival de Toronto de 2006 e Boss Sounds Reggae Festival, em Newcastle-upon-Tyne. Durante o último dia do Notting Hill Carnival 2008, Prince Buster fez uma apresentação sobre a Gás’s Rockin ‘Blues fase, ao lado dos troianos.
Morreu em 8 de setembro de 2016 em um hospital da Flórida.

## Álbuns
- I Feel The Spirit
- Fly Flying Ska
- Pain In My Belly
- Ska-Lip-Soul
- Is Burke’s Law
- Hard man Fe Dead
- Prince Buster On Tour
- Judge Dread Rock Steady
- She is a Rough Rider
- Wreck A PUM PUM
- O Outlaw
- Fabulous Greatest Hits - 1963-1981 - FAB / Sequel (1993)
- 15 Oldies mas Goodies - FAB
- Tutti-Frutti Melodisc
- Chi Chi Run - FAB
- The message-Dub Wise - 1972 - FAB / Melodisc
- Sister Big Stuff - Melodisc
- Big Five - Melodisc
- Jamaica’s Greatest - Melodisc
- Ten Mandaments - 1967 - RCA
- Cleópatra Dance Dance - Blue Elephant
- Reaction Subliminal - Subliminal Reacton